# El Salvador nos Jogos Pan-Americanos
A participação de El Salvador nos Jogos Pan-Americanos se deu desde a primeira edição do evento, em 1951, em Buenos Aires, Argentina. 

## Quadro de medalhas
| Ano   | Sede             | Gold | Silver | Bronze | Total |
| ----- | ---------------- | ---- | ------ | ------ | ----- |
| 1951  | Buenos Aires     | 0    | 0      | 0      | 0     |
| 1955  | Cidade do México | 0    | 0      | 0      | 0     |
| 1959  | Chicago          | 0    | 0      | 0      | 0     |
| 1963  | São Paulo        | 0    | 0      | 0      | 0     |
| 1967  | Winnipeg         | 0    | 0      | 0      | 0     |
| 1971  | Cáli             | 0    | 0      | 0      | 0     |
| 1975  | Cidade do México | 0    | 0      | 1      | 1     |
| 1979  | San Juan         | 0    | 0      | 1      | 1     |
| 1983  | Caracas          | 0    | 0      | 0      | 0     |
| 1987  | Indianápolis     | 0    | 0      | 1      | 1     |
| 1991  | Havana           | 0    | 0      | 0      | 0     |
| 1995  | Mar del Plata    | 0    | 1      | 0      | 1     |
| 1999  | Winnipeg         | 0    | 0      | 1      | 1     |
| 2003  | Santo Domingo    | 0    | 2      | 2      | 4     |
| 2007  | Rio de Janeiro   | 1    | 3      | 6      | 10    |
| 2011  | Guadalajara      | 0    | 1      | 1      | 2     |
| 2015  | Toronto          | 0    | 1      | 2      | 3     |
| Total | Total            | 1    | 8      | 15     | 24    |

## Medalhas
| Evento                | Ouro                               | Prata | Bronze |
| --------------------- | ---------------------------------- | --- | --- |
| Cidade do México 1975 |                                    | | Roberto Espinoza (boxe, 51 kg) |
| San Juan 1979         |                                    | | Jorge Gadalamaría (halterofilismo, 110 kg) |
| Indianápolis 1987     |                                    | | José Avelar (boxe, 57 kg) |
| Mar del Plata 1995    |                                    | Oliver Adam (remo, skiff individual)                                                                                     | |
| Winnipeg 1999         |                                    | | Eva María Dimas (halterofilismo, 69 kg) |
| Santo Domingo 2003    |                                    | Eva María Dimas (lhalterofilismo, 69 kg) Claudia Landaverde (tiro com arco, individual)                                  | Cristóbal Merlos (tiro com arco, individual) Cristóbal Merlos, Ricardo Merlos y Miguel Véliz (tiro com arco, equipo) |
| Río de Janeiro 2007   | Cristina López (atletismo, marcha) | Marvin López (halterofilismo, 56 kg) Íngrid Cuéllar (luta livre, 48 kg) Luisa Maida (tiro esportivo, pistola de ar 10 m) | Luisa Maida (tiro, pistola de 25 m) Eva María Dimas (halterofilismo, +75 kg) Camila Vargas (remo, single individual) Franklin Cisneros (judo, 81 kg) Aarón Pérez (karate, kumite 65 kg) William Serrano (karate, kumite 75 kg) |
| Guadalajara 2011      |                                    | Evelyn García (ciclismo, contrarrelogio individual)                                                                      | Luis Portillo (lucha libre, 60 kg) |
| Toronto 2015          |                                    | Jorge Merino (karate 84 kg)                                                                                              | Lilian Castro (tiro, 10 m pistola de ar) Evelyn García (ciclismo contrarreloj individual) |